# Tallulah Bankhead

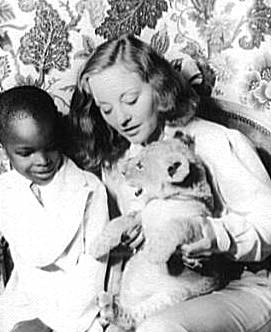
Tallulah Bankead. Fotografía tomada por Carl van Vechten el 15 de julio de 1941.

Tallulah Bankhead con el pintor Augustus John, autor de su retrato (1929).

Tallulah Brockman Bankhead (Alabama, 31 de enero de 1902-Nueva York, 12 de diciembre de 1968) fue una actriz estadounidense de cine, televisión y que desarrolló la mayor parte de su carrera en el teatro.

## Biografía
Nació el 31 de enero de 1902 en Huntsville (Alabama) y pertenecía a una familia de políticos destacados del partido demócrata. Su padre fue el congresista William Brockman Bankhead, su tío John H. Bankhead II fue senador, como ya lo habían sido su abuelo, John H. Bankhead I, y su bisabuelo, Thomas Patterson Brockman. Además, el abuelo, John Hollis Bankhead, antes de senador, fue un héroe local, uno de los veteranos del derrotado ejército confederado. El peso político de su familia era tal, que su padre fue portavoz del Congreso de Estados Unidos entre el 4 de junio de 1936 y el 16 de junio de 1940, a pesar de que, por entonces, la escandalosa vida de su hija actriz en la cima de su carrera era conocida por todo el país.
Tallulah se educó en un colegio católico, aunque su padre era metodista y su madre episcopaliana.
Empezó a actuar a los 15 años de edad en las compañías de teatro de Huntsville y alrededores. Con 16 años, ganó un concurso de belleza, lo que la animó a trasladarse a Nueva York para intentar trabajar en Broadway, donde vivió con una tía.
En 1918 le llegó su primera oportunidad, e intervino en la película Who Loved Him Best? de Dell Henderson. Ese año rodó otras dos películas y otra más en 1919.
En 1920 le ofrecieron un papel en la película Dr. Jekyll and Mr. Hyde dirigida por John S. Robertson.
Como finalmente tampoco logró lanzar su carrera en Broadway, en 1923 decidió probar suerte en Londres.
En Londres consiguió su propósito y alcanzó gran celebridad, poniendo en escena obras de teatro como Fallen Angels (1925), de Noël Coward. Esto hizo que, en 1927, la compañía Paramount Pictures la contratara. Sus dos primeras películas fueron Woman's Law de Dallas M. Fitzgerald (1927) y His House in Order de Randle Ayrton (1928).
Su siguiente película fue Honor mancillado de George Cukor (1931). La película tuvo cierta repercusión, pero la crítica sobre la interpretación de Tallulah suscitó opiniones dispares. Ese mismo año rodó también Redimida (My Sin) y El fraude (The Cheat) ambas de George Abbott.
Al año siguiente rodó otros cuatro filmes, a pesar de lo cual dejó de lado el cine para concentrarse en Broadway, donde su talento sí era reconocido.
Hubo que esperar once años (hasta 1944), para que la actriz volviera a la gran pantalla, aunque el año anterior ya había accedido a aparecer en un pequeño cameo en Tres días de amor y de fe (Stage Door Canteen) de Frank Borzage. Ese año rodó Lifeboat dirigida por Alfred Hitchcock, quien siempre contaba la anécdota de que la actriz provocó numerosos problemas durante el rodaje al trabajar sin ropa interior; por este papel Tallulah recibió el premio NYFCC que concede el Círculo de Críticos de Cine de Nueva York.
En 1945 rodó La zarina (A royal scandal). Después, nuevamente volvió a Broadway y no regresó al cine hasta diez años después. En este largo intervalo, además de papeles teatrales, también intervino en algunas series televisivas interpretando papeles puntuales. Luego, entre 1950 y 1952, fue la conductora del programa radiofónico de la NBC Radio The Big Show.
En 1965 protagonizó Fanatic de Silvio Narizzano, en el que fue su último papel cinematográfico; sin embargo, un año después puso su voz a uno de los personajes de la película de animación Soñando despierto o El soñador aventurero (The Daydreamer) de Jules Bass.
Su último papel como actriz lo desempeñó en televisión, en marzo de 1967, al aparecer en dos episodios de la serie Batman, como "Villana Invitada", personificando a "La Viuda Negra". 
Su última aparición pública se produjo en el programa televisivo The Tonight Show el 14 de mayo de 1968, en la que conversó con John Lennon y Paul McCartney. 
Tallulah no fue convencional. Fue una típica artista de los años 1920 que experimentó con su sexualidad y al ser bisexual dirigió su amor hacia hombres y mujeres indistintamente. En 1937 se casó con John Emery, de quien se divorció en 1941.
La vida de Tallulah Bankhead estuvo plagada de escándalos, pero ella nunca mostró remordimiento, de hecho, dijo: Si volviera a nacer cometería los mismos fallos, solo que antes".
Tallulah no ocultaba sus vicios, y de hecho se la recuerda por frases como:
- "La cocaína no crea adicción. Lo sé porque llevo años tomándola".
- "Hay una regla que yo recomiendo seguir: nunca practicar dos vicios al mismo tiempo".
- "Mi padre me advirtió sobre los hombres y el alcohol, pero nunca dijo nada sobre las mujeres y la cocaína".

Tallulah Bankhead murió como consecuencia de una neumonía en Nueva York el 12 de diciembre de 1968.

## Filmografía
- 1918 Who Loved Him Best? de Dell Henderson.
- 1918 When Men Betray de Ivan Abramson.
- 1918 Thirty a Week de Harry Beaumont.
- 1919 The Trap de Frank Reicher.
- 1931 Honor mancillado de George Cukor.
- 1931 Redimida (My Sin) de George Abbott.
- 1931 El fraude (The Cheat) de George Abbott.
- 1932 Make Me a Star de William Beaudine. Cameo en el que no actuaba, sino que se interpretaba a sí misma.
- 1932 Thunder Below de Richard Wallace.
- 1932 Mujer infiel (The Cheat) de Harry Beaumont.
- 1932 Entre la espada y la pared (Devil and the Deep) de Marion Gering
- 1943 Tres días de amor y fe (Stage Door Canteen) de Frank Borzage. Pequeño Cameo.
- 1944 Náufragos (Lifeboat) de Alfred Hitchcock.
- 1945 La zarina (A Royal Scandal) de Ernst Lubitsch y Otto Preminger.
- 1965 Fanatic de Silvio Narizzano.
- 1966 Soñando despierto (The Daydreamer) de Jules Bass (Voz).

## Teatro

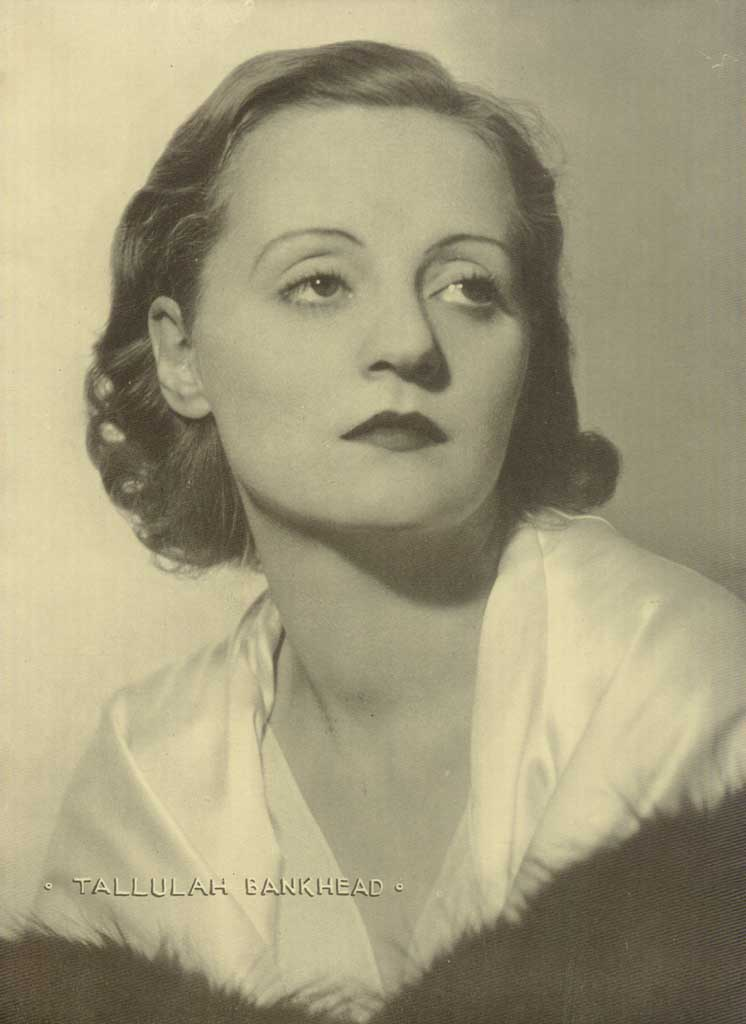
Tallulah Bankhead en la revista argentina Cinelandia (1931).

- The Milk Train Doesn't Stop Here Anymore (1964)
- Midgie Purvis (1961)
- Eugenia (1957)
- Un tranvía llamado Deseo (1956)
- Dear Charles  (1954 )
- Vidas privadas (1948)
- The Eagle Has Two Heads (1947)
- Foolish Notion (1945)
- The Skin of Our Teeth (1942)
- Clash by Night (1941)
- The Little Foxes (1939)
- The Circle (1938)
- Antonio y Cleopatra (1937)
- Reflected Glory (1936)
- Something Gay (1935)
- Rain (1935)
- Dark Victory (1934)
- Forsaking All Others (1933)
- The Exciters (1922)
- Everyday (1921)
- Nice People (1921)
- Footloose (1920)
- The Squab Farm (1918)